# Shide

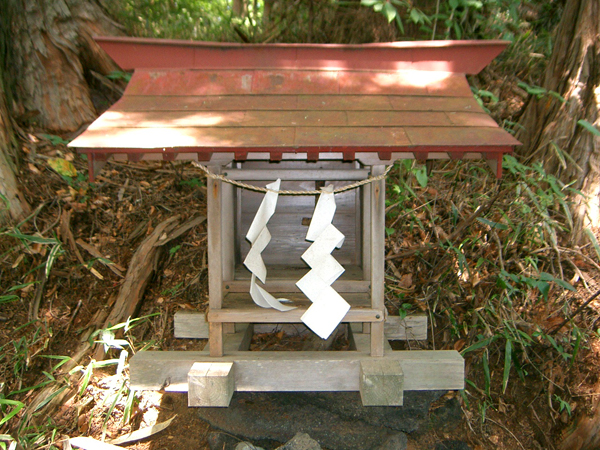
Un jinja amb shide fet de fibra de cànem sense processar

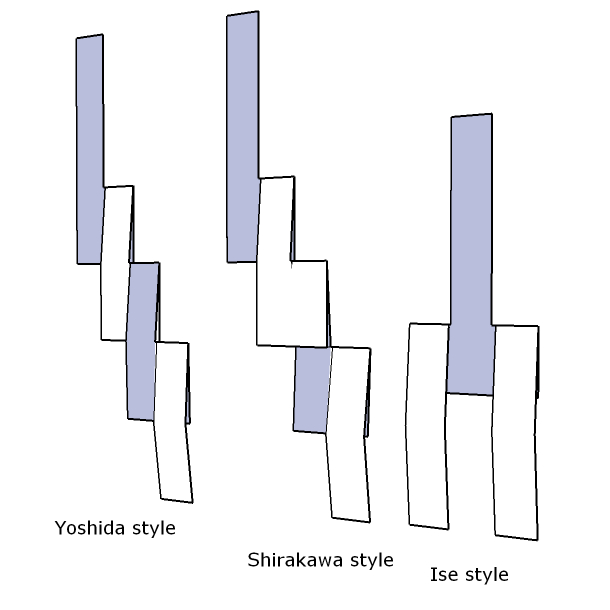
Tipus de shide

Shide (紙垂・四手) és una serpentina de paper en forma de ziga-zaga, que sovint s'adjunta a un shimenawa (標縄・注連縄・七五三縄) o un tamagushi (玉串), que s'utilitza en els rituals xintoistes.
En el ritual de purificació s'utilitza un haraegushi (祓串) o «vareta de raig», anomenat així pel shide de paper que adorna la vareta. Una vareta similar, usada per una miko (巫女) per a la purificació i la benedicció, és el gohei (御幣) amb dos shide. Un sacerdot xintoista mou l'haraegushi sobre una persona, objecte o propietat recentment comprada, com ara un edifici o cotxe. La vareta és mou a un ritme lent, però amb una mica de força perquè les shide facin un soroll en cada pas de la vareta. Per a les noves propietats es realitza un ritual similar conegut com jijin sai, realitzat amb un haraegushi amb una part enganxada al terra (tancada amb un shimenawa) i sake, o el ritual amb sake puriificat conegut com o-miki. L'haraegushi ha estat utilitzat durant segles en cerimònies xintoistes i té similituds en la cultura ainu. A la cultura Ainu, una branca de salze anomenada inaw (イナウ) o inau s'assembla molt al haraegushi xinto, i s'utilitza en rituals de benedicció similars.